# Santa Eulalia de Urriós
Urriós (llamada oficialmente Santa Baia de Urrós) es una parroquia española del municipio de Allariz, en la provincia de Orense, Galicia.

## Toponimia
La parroquia también es conocida por el nombre de Santa Eulalia de Urriós.

## Organización territorial
La parroquia está formada por tres entidades de población:
- A Pousada
- Santa Baia
- A Torre

## Demografía
| Gráfica de evolución demográfica de Urriós entre 2000 y 2021 |
|                                                              |
| Datos según el nomenclátor publicado por el INE.             |